# Potres u Kamakuri 1293.
Potres Kamakura 1293. u Japanu dogodio se oko 06:00 po lokalnom vremenu 27. svibnja 1293. Imao je procijenjenu magnitudu od 7,1 – 7,5 i izazvao je Cunami. Procijenjeni broj umrlih bio je 23.024.  To se dogodilo tijekom razdoblja Kamakura, a grad Kamakura je ozbiljno oštećen.
U zbrci nakon potresa, Hōjō Sadatoki, Shikken Kamakura šogunata, proveo je čistku nad svojim podređenim Taira no Yoritsunom. U onome što se naziva incident Heizen Gate, Yoritsuna i 90 njegovih sljedbenika su ubijeni.
Pretpostavlja se da bi referenca na veliki tsunami mogla biti netočna, iako je pronađena naslaga tsunamija koja je u skladu s ovom starošću.